# Gawmisz Goli
Gawmisz Goli – wieś w Iranie, w ostanie Azerbejdżan Zachodni, w szahrestanie Mijandoab. W 2006 roku liczyła 1679 mieszkańców.